# Heath (Ohio)
Heath ist eine City im Licking County, Ohio, Vereinigte Staaten. Das U.S. Census Bureau ermittelte bei der Volkszählung 2020 eine Einwohnerzahl von 10.412.

## Geographie
Heath liegt in einer überwiegend ländlichen Gegend fünf Kilometer südlich von Newark. Das Stadtgebiet besitzt eine Fläche von 27,1 km².

## Bevölkerung
Die Bevölkerung betrug nach der Volkszählung im Jahr 2000 8527 Personen. Sie nimmt durch die in der Stadt befindlichen Arbeitsplätze tagsüber stark zu, so dass die Tagesbevölkerung etwa 35.000 Personen beträgt. Laut Zensus waren im Jahr 2000 mehr als 95 % der Stadtbewohner Weiße und 2 % Afro-Amerikaner, das Pro-Kopf-Einkommen betrug 20.890 Dollar.

## Verkehrsanbindung
Heath liegt nahe der Interstate 70, der Hauptverbindung zur I-71 und I-75. Unweit der Stadt liegt der Newark-Heath Airport, südlich von Columbus der etwa 35 km entfernte Flugplatz des Port Columbus International Airport and Rickenbacker Aviation Center. Die Stadt ist über die Station Heath an mehrere Eisenbahnverbindungen angebunden.

## Geschichte
Das Gebiet von Heath wurde von Angehörigen der Hopewell-Kultur bewohnt, die zwischen 300 v. Chr. bis 500 n. Chr. vor allem im Ohio- und Mississippi-Tal ansässig war. Typische Grabhügel der Kultur befinden sich nördlich von Heath im Moundbuilders State Memorial.
Im Stadtgebiet von Heath sind über weite Strecken Reste des Ohio-Erie-Kanals erhalten, der zu dem zwischen 1825 und 1847 Netzwerk von in Ohio gebauten Kanälen gehörte. Auch sind Einzelbauwerke der Kanalinfrastruktur erhalten, so etwa die Schleuse Nr. 1 drei Kilometer südlich des Stadtgebietes. Die Kanäle zogen eine Besiedlung an, von der heute noch Gebäude aus dem 19. Jahrhundert zeugen, so etwa das Davis-Shai House, das mit Stadtmitteln aufwändig rekonstruiert wurde.
Die Geschichte von Heath ist eng mit der Entwicklung von Newark verbunden. 1920 wurde in Newark-Süd eine neue Ölraffinerie der Pure Oil Company errichtet, die ihren Namen nach Fletcher Heath erhielt, der für die wirtschaftliche Entwicklung der Pure Oil Company eine große Rolle gespielt hatte. Im Laufe der Zeit wurde auch die Eisenbahnstation der Raffinerie nur noch als Heath-Station bezeichnet. 1952 entschieden sich die Bürger für die Ausgliederung des Stadtteils Newark-Süd als eigene Stadt, die den Namen Heath übernahm.
Zwischen 1962 und 1996 war das Aerospace Guidance & Metrology Center der US Air Force in Heath stationiert.